# Església de Santa Llúcia i Capella del Rapte de Sant Ignasi
L'Església de Santa Llúcia i Capella del Rapte de Sant Ignasi és una obra del municipi de Manresa (Bages) protegida com a bé cultural d'interès local.

## Descripció
És una església de planta rectangular, d'una sola nau, amb capçalera poligonal. El sostre està cobert amb volta ogival, encara que és obrada amb totxo. Per a la construcció dels murs s'empraren carreus de l'antic hospital i capella de Santa Llúcia i de l'església de Sant Ignasi, 1522. El portal, abans a la façana, és de factura antiga (s.XIV) i presenta una estructura de mig punt i adovellat. Les arquivoltes reposen sobre uns desgastats capitells, culminació d'unes columnetes adossades, que flanquegen ambdós costats de la portalada. L'església està orientada al sud, on s'obre un ull de bou. La coberta és a doble vessant.
L'edifici està bastit modernament en el lloc que ocupava l'antic hospital de Santa Llúcia, del qual només es conserva un portal gòtic, amb dovelles motllurades i grafismes en un dels brancals que fan referència a la santa. Aquest està format per dos cossos: l'un d'ells és la capella del Rapte (en planta baixa) i l'habitatge del cel·lador (planta pis); l'altre és la capella de Santa Llúcia.
Els dos cossos es comuniquen entre si mitjançant un vestíbul on hi ha el portal gòtic. Aquesta capella està reconstruïda en estil neogòtic. L'edifici conté escultures del St. Crist (fusta tallada) de Sta. Llúcia (alabastre), de Reixach i Campaña: segle xx; esmalts de Maria Noguera (segle XX).

## Història
La capella del Rapte de Sant Ignasi és una construcció del segle xx, inaugurada el 1958. fou construïda en el lloc on hi havia hagut l'hospital i capella de santa Llúcia, dels quals se'n té notícia des del 1321. Al segle xviii en aquest lloc es bastí l'església de sant Ignasi, enderrocada durant la guerra Civil 1936-39.